# Pellegrin
A Pellegrin a latin Peregrinus név magyar megfelelője, a jelentése: jövevény, zarándok. Női párja: Peregrina.

## Rokon nevek
- Peregrin:[1] az eredetihez közelebb álló alakváltozat.

## Gyakorisága
Az 1990-es években Pellegrin és
Peregrin szórványos név, a 2000-es években nem szerepelnek a 100 leggyakoribb férfinév között.

## Névnapok
- május 2.[2]
- május 16.[2]